# Pia Frankenberg

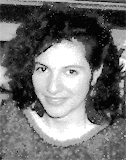
Pia Frankenberg, Anfang 1980er Jahre in Hamburg

Pia Frankenberg (* 27. Oktober 1957 in Köln) ist eine deutsche Filmregisseurin, Filmproduzentin und Buch-Autorin.

## Leben
Pia Frankenberg wurde 1957 als Tochter von Marie-Louise Steinbauer und dem Kosmetikunternehmer Helmut Frankenberg (Penaten-Creme) in Köln geboren. Als die Ehe ihrer Eltern nach nur einem Jahr geschieden wurde, wuchs die gemeinsame Tochter beim Vater auf, der 1974 beim Absturz des Lufthansa-Fluges 540 in Nairobi ums Leben kam. Sie verbrachte ihre Kindheit in Rhöndorf am Rhein.
Nach dem Abitur zog sie nach Hamburg, begann eine Schauspielausbildung an der staatlichen Hochschule für Musik und Darstellende Kunst und arbeitete in verschiedenen freien Theatergruppen. 1979 gründete sie die Pia Frankenberg Musik- und Filmproduktion und beteiligte sich als Co-Produzentin an Luc Bondys Film Die Ortliebschen Frauen, der mit dem Bundesfilmpreis ausgezeichnet wurde.
In den folgenden Jahren arbeitete Pia Frankenberg in verschiedenen Funktionen mit Regisseuren wie Vadim Glowna, Ulrike Ottinger, Thomas Koerfer und Hans Neuenfels zusammen.
1981 wurde Pia Frankenberg Mitglied des Hamburger Filmbüros, der ersten selbstverwalteten Filmförderung der Filmmacher, und drehte ihren ersten Kurzfilm Sehnsucht nach dem ganz Anderen mit Elisabeth Stepanek in der Hauptrolle. 1984 folgte ein weiterer Kurzfilm, Der Anschlag, der erfolgreich auf der Berlinale lief. Ein Jahr später drehte sie ihr Spielfilmdebüt Nicht nichts ohne dich, bei dem sie die Hauptrolle übernahm und für Drehbuch, Regie und Produktion verantwortlich war. Nicht nichts ohne dich erhielt 1986 den Max-Ophüls-Preis für den besten deutschsprachigen Nachwuchsfilm und wurde auf den Internationalen Filmfestspielen von Venedig gezeigt. 1988 folgte der Arthouse-Hit Brennende Betten mit Ian Dury und 1992 Nie wieder schlafen u. a. mit Lisa Kreuzer, der auf dem Filmfest München Premiere feierte.
Im gleichen Jahr gründete Pia Frankenberg mit ihrem damaligen Mann Laurens Straub die Produktionsfirma Next Film, mit der sie u. a. Das Trio von Hermine Huntgeburth mit Götz George in der Hauptrolle und Fisimatenten von Jochen Kuhn sowie verschiedenen ARTE-Themenabende produzierten.
Ab 1994 konzentrierte sich Pia Frankenberg auf ihre schriftstellerische Arbeit und veröffentlichte 1996 bei Rowohlt Die Kellner und ich, einen Roman über eine rheinische Kindheit in der Zeit des bundesdeutschen Wirtschaftswunders, über den das Magazin Focus schrieb: „Diesem Buch ist, Gott sei Dank, nichts heilig.“ Es folgten die Romane Klara und die Liebe zum Zoo (2001), Nora (2006) und Der letzte Dreh (2009) sowie verschiedene Erzählungen.
Ihr Film Nie wieder schlafen (1992), ein schweifender Blick dreier Frauen, die das Berlin nach dem Mauerfall erkunden, wurde 2019 für die Berlinale-Nebenreihe „Retrospektive“ eingeladen.
Pia Frankenberg war einige Jahre mit dem Fotografen Elliott Erwitt verheiratet und lebte seit 1995 hauptsächlich in New York City. Seit 2012 lebt sie in Berlin. Sie ist Mitglied der Deutschen Filmakademie.

## Filmografie
- 1980: Die Ortliebschen Frauen (2. Regie-Assistenz, Co-Produktion)
- 1981: Sehnsucht nach dem ganz Anderem (Kurzfilm; Buch, Regie, Darstellerin und Produktion)
- 1984: Der Anschlag (Kurzfilm; Buch, Regie, Darstellerin und Produktion)
- 1985: Nicht nichts ohne dich (Buch, Regie, Darstellerin und Produktion)
- 1988: Brennende Betten (Buch, Regie, Darstellerin und Produktion)
- 1992: Nie wieder schlafen (Buch, Regie, Darstellerin und Produktion)
- 1995: Das Symbol (Doku-Kurzfilm; Buch und Regie)[4]
- 1995: Streuner (Dokumentarfilm; Buch, Regie und Ton)[4]
- 1995: Elliot Erwitt – Unter Hunden (Doku-Kurzfilm; Buch und Regie)[4]
- 2000: Fisimatenten (nur Produktion)

## Romane
- Die Kellner & Ich. Roman 1996; ISBN 3-499-13778-X
- Klara und die Liebe zum Zoo. Roman 2001, bei Kunstmann; ISBN 3-88897-279-5, Taschenbuch bei Rowohlt
- Nora. Roman 2006, ISBN 3-87134-547-4
- Der letzte Dreh. Roman 2009, ISBN 978-3-87134-628-6

## Auszeichnungen
- Max Ophüls Preis 1986 für Nicht nichts ohne dich
- Publikumspreis beim Festival der Filmkomödie in Vevey für Brennende Betten (1988)